# 東陽郡 (六朝)
東陽郡，中國古代郡名。
東漢時期設置「會稽西部都尉」，管轄會稽郡西部的烏傷、太末、新安、長山、豐安、吳寧、定陽、永康8縣，後增轄平昌、武義（後廢縣）2縣。三國吳寶鼎元年（266年）以都尉所屬9縣置東陽郡。郡治所在烏傷縣（在今浙江省義烏市，一說長山縣），領烏傷、太末、新安、長山、豐安、吳寧、定陽、永康、平昌9縣。郡域相当于浙江省金华江、衢江流域。
一說南陈天嘉三年（562年）改名金华郡。隋朝大业年间和唐朝天宝、至德年间一度将婺州改為東陽郡。下辖金华县、义乌县、永康县、兰溪县（今浙江省兰溪市）、东阳县（今浙江省东阳市吴宁街道）、武义县（今浙江省武义县壶山街道）、浦阳县（今浙江省浦江县浦阳街道）。
唐朝东阳郡太守
- 李先（743年）
- 王某（天宝年间）